# Requisits de visat per als xilens

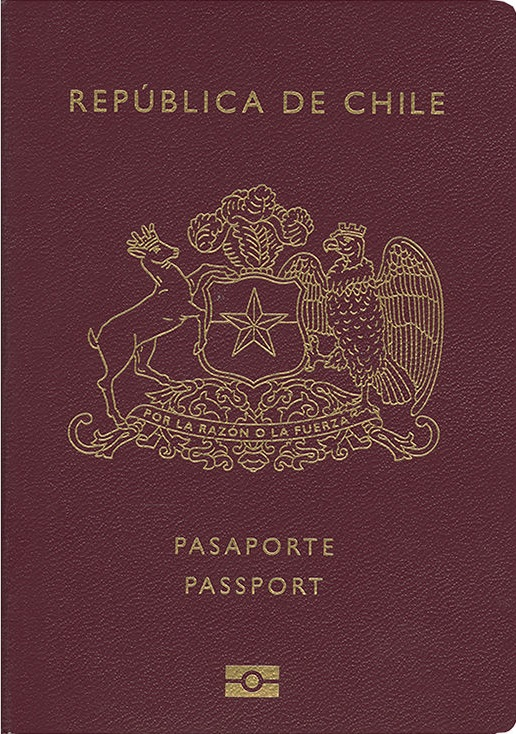
El passaport xilè és el dissetè més poderós del món

Els requisits de visat per als ciutadans xilens són les restriccions d'entrada administratives per part de les autoritats d'altres estats sobre els ciutadans de Xile. Des del gener del 2017, els ciutadans xilens no necessiten visat per entrar a 157 països i territoris, sent el passaport xilè el dissetè al rànquing que permet l'entrada lliure dels seus ciutadans a altres països.
Actualment, els ciutadans xilens i els de Corea del Sud són els únics del món que tenen accés lliure a tots els països membres del G8. A més, juntament amb els ciutadans d'Israel també son els únics que poden viatjar per tot Europa sense necessitat de visat.
Els ciutadans de Xile no necessiten fer servir el seu passaport per viatjar a l'Argentina, Bolívia, Brasil, Colòmbia, Equador, Paraguai, Perú, Uruguai i Veneçuela. És suficient presentant la cèdula d'identitat.

## Entrada lliure o restringida per ciutadans xilens

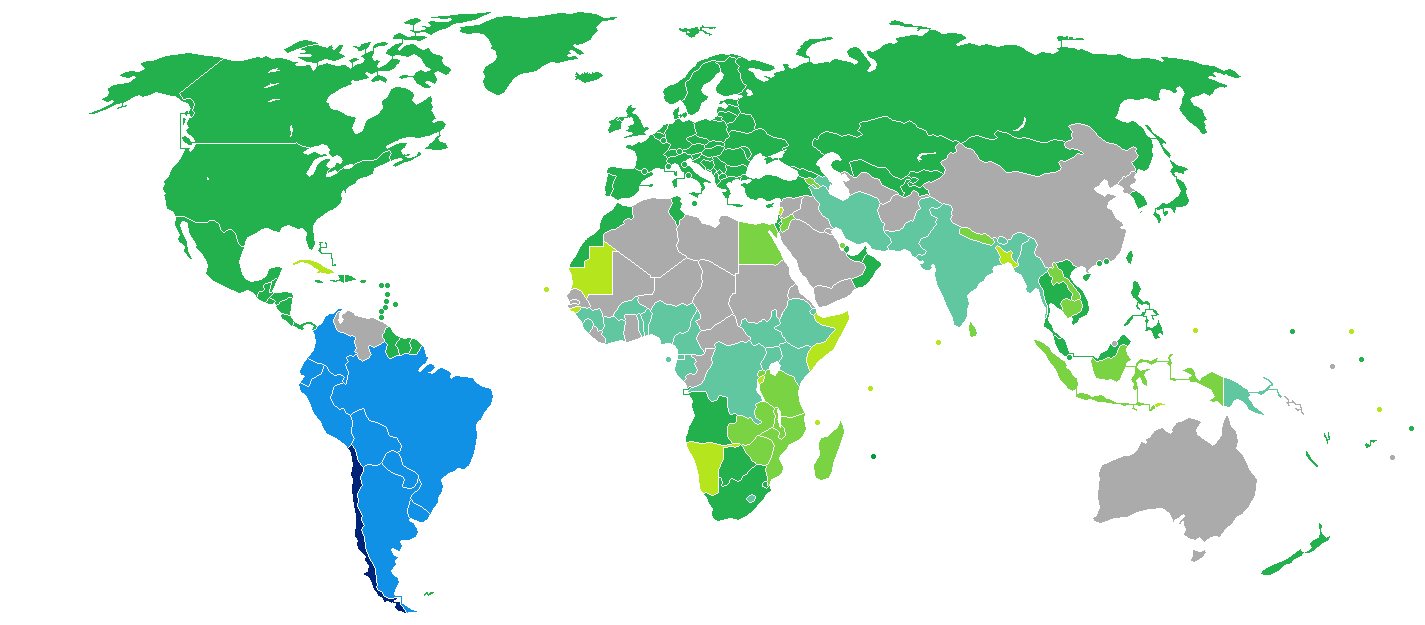
Mapa que mostra els països que no requereixen visat per als ciutadans xilens. En blau i verd, els països que no requereixen visat per accedir al país.

## Requisits
Els requisits de visat per als titulars de passaports normals que viatgen amb fins turístics.
| País                             | Requeriments de visat | Notes |
| -------------------------------- | --------------------- | --- |
| Afghanistan                      | Visat necessari       | |
| Albania                          | No és necessari visat | 90 dies. |
| Algeria                          | Visat necessari       | |
| Andorra                          | No és necessari visat | |
| Angola                           | Visat necessari       | |
| Antigua and Barbuda              | No és necessari visat | 30 dies. |
| Argentina                        | No és necessari visat | 90 dies. |
| Armenia                          | No és necessari visat | 120 dies. Només disponible a l'aeroport internacional.                                                                                              |
| Australia                        | Visat necessari       | . |
| Austria                          | No és necessari visat | 90 dies. |
| Azerbaijan                       | Visat necessari       | |
| Bahamas                          | No és necessari visat | 90 dies. |
| Bahrain                          | No és necessari visat | 14 dies. Només es pot obtenir via online |
| Bangladesh                       | No és necessari visat | 30 dies. Només disponible a certs aeroports. |
| Barbados                         | No és necessari visat | 180 dies. |
| Belarus                          | No és necessari visat | 90 dies. |
| Belgium                          | No és necessari visat | 90 dies. |
| Belize                           | No és necessari visat | 90 dies. |
| Benin                            | Visat necessari       | |
| Bhutan                           | Visat necessari       | |
| Bolivia                          | No és necessari visat | 90 dies. |
| Bosnia and Herzegovina           | No és necessari visat | 90 dies. |
| Botswana                         | No és necessari visat | 90 dies. |
| Brazil                           | No és necessari visat | 90 dies. |
| Brunei                           | Visat necessari       | |
| Bulgaria                         | No és necessari visat | 90 dies. |
| Burkina Faso                     | Visat necessari       | |
| Burundi                          | No és necessari visat | 30 dies. Només si entres per l'aeroport capital del pais.                                                                                           |
| Cambodia                         | No és necessari visat | 30 dies. Visa només disponible de forma online. |
| Cameroon                         | Visat necessari       | |
| Canada                           | No és necessari visat | 180 dies. |
| Cape Verde                       | No és necessari visat | 30 dies. Només disponible si entres per l'aeroport principal.                                                                                       |
| Central African Republic         | Visat necessari       | |
| Chad                             | Visat necessari       | |
| China                            | Visat necessari       | 3 dies només per fer transbord a un altre país als aeroports de Beijing, Chengdu, Chongqing, Dalian, Guangzhou, Guilin, Shanghai, Shenyang i Xi'an. |
| Colombia                         | No és necessari visat | 180 dies. |
| Comoros                          | No és necessari visat | |
| Republic of the Congo            | Visat necessari       | |
| Democratic Republic of the Congo | Visat necessari       | |
| Costa Rica                       | No és necessari visat | 90 dies. |
| Côte d'Ivoire                    | Visat necessari       | |
| Croatia                          | No és necessari visat | 90 dies. |
| Cuba                             | Visat necessari       | |
| Cyprus                           | No és necessari visat | 90 dies. |
| Czech Republic                   | No és necessari visat | 90 dies. |
| Denmark                          | No és necessari visat | 90 dies. |
| Djibouti                         | No és necessari visat | Només disponible si entres per l'aeroport principal.                                                                                                |
| Dominica                         | No és necessari visat | 21 dies. |
| Dominican Republic               | No és necessari visat | 90 dies. |
| Ecuador                          | No és necessari visat | 90 dies. |
| Egypt                            | No és necessari visat | 30 dies. |
| El Salvador                      | No és necessari visat | 90 dies. |
| Equatorial Guinea                | Visat necessari       | |
| Eritrea                          | Visat necessari       | |
| Estonia                          | No és necessari visat | 90 dies. |
| Ethiopia                         | Visat necessari       | |
| Fiji                             | No és necessari visat | 120 dies. |
| Finland                          | No és necessari visat | 90 dies. |
| France and territories           | No és necessari visat | 90 dies. |
| Gabon                            | Visat necessari       | |
| Gambia                           | Visat necessari       | |
| Georgia                          | Visat necessari       | |
| Germany                          | No és necessari visat | 90 dies. |
| Ghana                            | Visat necessari       | |
| Greece                           | No és necessari visat | 90 dies. |
| Grenada                          | No és necessari visat | |
| Guatemala                        | No és necessari visat | 90 dies. |
| Guinea                           | Visat necessari       | |
| Guinea-Bissau                    | No és necessari visat | 90 dies. |
| Guyana                           | Visat necessari       | |
| Haiti                            | No és necessari visat | 90 dies. |
| Honduras                         | No és necessari visat | 90 dies. |
| Hungary                          | No és necessari visat | 90 dies. |
| Iceland                          | No és necessari visat | 90 dies. |
| India                            | Visat necessari       | |
| Indonesia                        | No és necessari visat | 30 dies. |
| Iran                             | No és necessari visat | 15 dies |
| Iraq                             | Visat necessari       | |
| Ireland                          | No és necessari visat | 90 dies. |
| Israel                           | No és necessari visat | 90 dies. |
| Italy                            | No és necessari visat | 90 dies. |
| Jamaica                          | No és necessari visat | 30 dies. |
| Japan                            | No és necessari visat | 90 dies. |
| Jordan                           | No és necessari visat | Veure requisits. Només disponible si entres per l'aeroport principal.                                                                               |
| Kazakhstan                       | Visat necessari       | |
| Kenya                            | No és necessari visat | 90 dies. |
| Kiribati                         | No és necessari visat | |
| North Korea                      | Visat necessari       | |
| South Korea                      | No és necessari visat | 90 dies. |
| Kuwait                           | Visat necessari       | |
| Kyrgyzstan                       | No és necessari visat | 30 dies. |
| Laos                             | No és necessari visat | 30 dies. Només disponible a l'aeroport principal del país.                                                                                          |
| Latvia                           | No és necessari visat | 90 dies. |
| Lebanon                          | No és necessari visat | 90 dies. Només disponible a l'aeroport principal.                                                                                                   |
| Lesotho                          | Visat necessari       | |
| Liberia                          | Visat necessari       | |
| Libya                            | Visat necessari       | |
| Liechtenstein                    | No és necessari visat | 90 dies. |
| Lithuania                        | No és necessari visat | 90 dies. |
| Luxembourg                       | No és necessari visat | 90 dies. |
| North Macedonia                  | No és necessari visat | 90 dies. |
| Madagascar                       | No és necessari visat | 90 dies. |
| Malawi                           | Visat necessari       | |
| Malaysia                         | No és necessari visat | 30 dies. |
| Maldives                         | No és necessari visat | 30 dies. |
| Mali                             | No és necessari visat | |
| Malta                            | No és necessari visat | 90 dies. |
| Marshall Islands                 | Visat necessari       | |
| Mauritania                       | No és necessari visat | |
| Mauritius                        | No és necessari visat | 90 dies. |
| Mexico                           | No és necessari visat | 180 dies. |
| Micronesia                       | No és necessita visat | 30 dies. |
| Moldova                          | No és necessari visat | 90 dies. |
| Monaco                           | No és necessari visat | |
| Mongolia                         | No és necessari visat | 30 dies. |
| Montenegro                       | No és necessari visat | 30 dies. |
| Morocco                          | No és necessari visat | 90 dies. |
| Mozambique                       | No és necessari visat | 30 dies. |
| Myanmar                          | No és necessari visat | 28 dies. Només disponible si entres per l'aeroport principal del país                                                                               |
| Namibia                          | Visat necessari       | |
| Nauru                            | Visat necessari       | |
| Nepal                            | Visat necessari       | 90 dies. |
| Netherlands                      | No és necessari visat | 90 dies. |
| New Zealand                      | No és necessari visat | 90 dies. |
| Nicaragua                        | No és necessari visat | 90 dies. |
| Niger                            | Visat necessari       | |
| Nigeria                          | Visat necessari       | |
| Norway                           | No és necessari visat | 90 dies. |
| Oman                             | No és necessari visat | 90 dies. |
| Pakistan                         | Visat necessari       | Hi ha un visat per 30 dies disponible si és per a realitzar negocis.                                                                                |
| Palau                            | No és necessari visat | 30 dies. |
| Panama                           | No és necessari visat | 180 dies. |
| Papua New Guinea                 | No és necessari visat | 60 dies. |
| Paraguay                         | No és necessari visat | 90 dies. |
| Peru                             | No és necessari visat | 183 dies. |
| Philippines                      | No és necessari visat | 30 dies. |
| Poland                           | No és necessari visat | 90 dies. |
| Portugal                         | No és necessari visat | 90 dies. |
| Qatar                            | Visat necessari       | |
| Romania                          | No és necessari visat | 90 dies. |
| Russia                           | No és necessari visat | 90 dies. |
| Ruanda                           | Visat necessari       | |
| Saint Kitts and Nevis            | No és necessari visat | 90 dies. |
| Saint Lucia                      | No és necessari visat | 180 dies. |
| Saint Vincent and the Grenadines | No és necessari visat | 30 dies. |
| Samoa                            | No és necessari visat | 60 dies. |
| San Marino                       | No és necessari visat | |
| São Tomé and Príncipe            | Visat necessari       | Pots obtenir una visa de forma online. |
| Saudi Arabia                     | Visat necessari       | |
| Senegal                          | Visat necessari       | |
| Serbia                           | No és necessari visat | 90 dies. |
| Seychelles                       | No és necessari visat | 30 dies. |
| Sierra Leone                     | Visat necessari       | |
| Singapore                        | No és necessari visat | 30 dies. |
| Slovakia                         | No és necessari visat | 90 dies. |
| Slovenia                         | No és necessari visat | 90 dies. |
| Solomon Islands                  | No és necessari visat | 90 dies. |
| Somalia                          | No és necessari visat | 30 dies, però necessites una carta de recomanació.                                                                                                  |
| South Africa                     | No és necessari visat | 90 dies. |
| South Sudan                      | Visat necessari       | |
| Spain                            | No és necessari visat | 90 dies. |
| Sri Lanka                        | No és necessari visat | 30 dies. |
| Sudan                            | Visat necessari       | |
| Suriname                         | No és necessari visat | |
| Swaziland                        | No és necessari visat | 30 dies. |
| Sweden                           | No és necessari visat | 90 dies. |
| Switzerland                      | No és necessari visat | 90 dies. |
| Syria                            | Visat necessari       | |
| Tajikistan                       | No és necessari visat | 45 dies. |
| Tanzania                         | No és necessari visat | |
| Thailand                         | No és necessari visat | 90 dies. |
| Timor-Leste                      | No és necessari visat | 30 dies. Només disponible si entres per l'aeroport principal.                                                                                       |
| Togo                             | No és necessari visat | 7 dies. |
| Tonga                            | Visat necessari       | |
| Trinidad and Tobago              | No és necessari visat | 90 dies. |
| Tunisia                          | No és necessari visat | 90 dies. |
| Turkey                           | No és necessari visat | 90 dies. |
| Turkmenistan                     | Visat necessari       | |
| Tuvalu                           | No és necessari visat | 1 month |
| Uganda                           | No és necessari visat | Només entrant per l'aeroport principal. |
| Ukraine                          | Visat necessari       | |
| United Arab Emirates             | Visat necessari       | |
| United Kingdom                   | No és necessari visat | 180 dies. |
| United States                    | No és necessari visat | 90 dies. Però és necessari el nou passaport. |
| Uruguay                          | No és necessari visat | 90 dies. |
| Uzbekistan                       | Visat necessari       | |
| Vanuatu                          | No és necessari visat | 30 dies. |
| Vatican City                     | No és necessari visat | |
| Venezuela                        | No és necessari visat | 90 dies. |
| Vietnam                          | Visat necessari       | Hi ha un visat per 30 dies disponible si és per a realitzar negocis.                                                                                |
| Yemen                            | Visat necessari       | |
| Zambia                           | No és necessari visat | 90 dies. |
| Zimbabwe                         | Visat necessari       | |